# Кетарша
Кетарша — река в России, протекает в Бутурлинском районе Нижегородской области. Устье реки находится в 172 км по правому берегу реки Пьяна. Длина реки составляет 31 км, площадь бассейна — 189 км².
Кетарша является сезонной рекой. Хотя длина реки составляет 31 км, большая часть русла реки пересохла и наполняется только в паводок, реальный постоянный водоток начинается лишь на последних километрах в черте посёлка Бутурлино.
Исток реки юго-восточнее села Инкино (Кочуновский сельсовет). Генеральное направление русла — северо-запад, затем — северо-восток. На реке находятся села Инкино (Кочуновский сельсовет) и Пергалей (Ягубовский сельсовет). Приток — Инелей (левый), также с пересохшим руслом. Кетарша впадает в Пьяну у посёлка Бутурлино.

## Данные водного реестра
По данным государственного водного реестра России относится к Верхневолжскому бассейновому округу, водохозяйственный участок реки — Сура от устья реки Алатырь и до устья, речной подбассейн реки — Сура. Речной бассейн реки — (Верхняя) Волга до Куйбышевского водохранилища (без бассейна Оки).
Код объекта в государственном водном реестре — 08010500412110000039906.